# Museum für Moderne Kunst

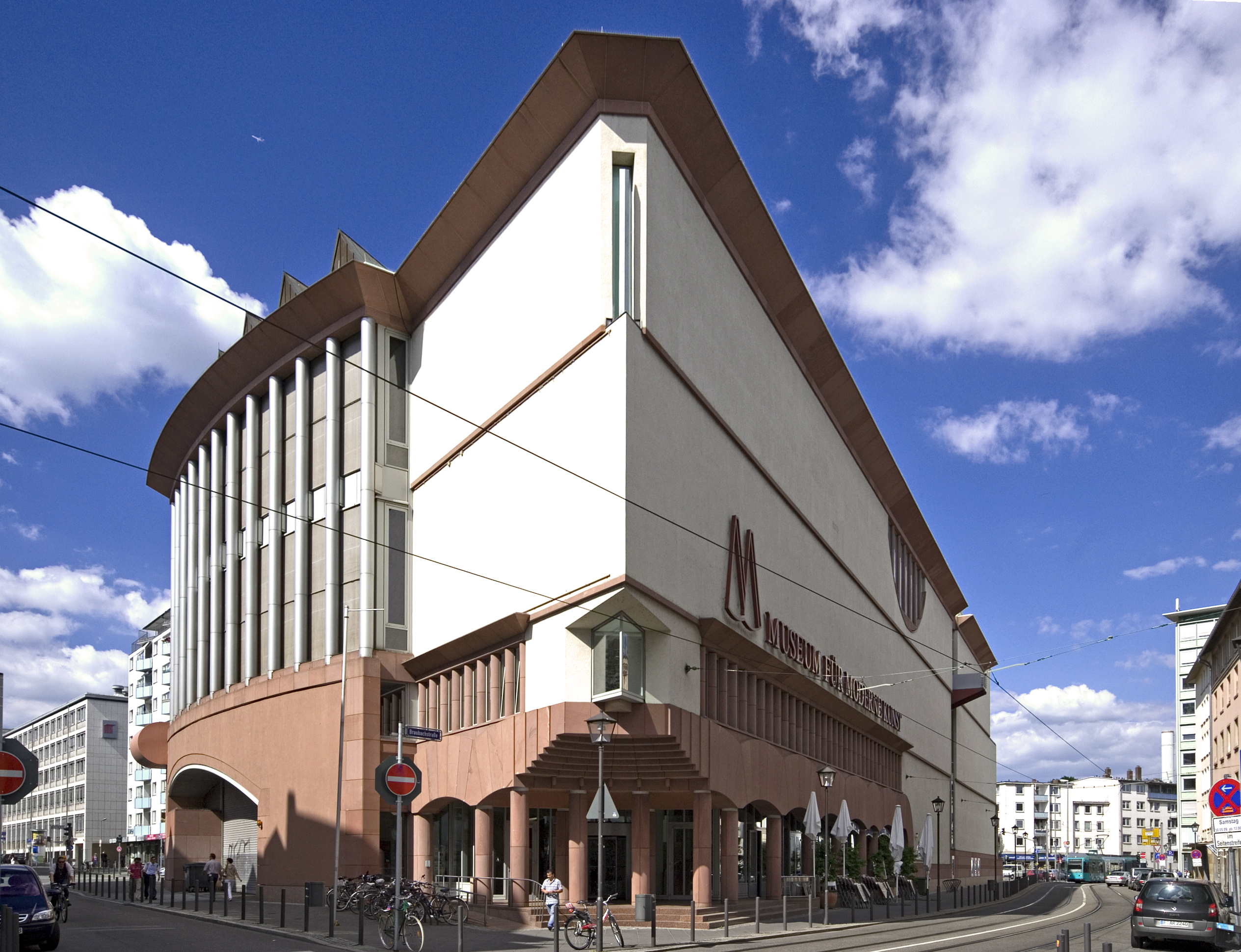
Museumseingang, Ecke Braubach-/Domstraße (2009)

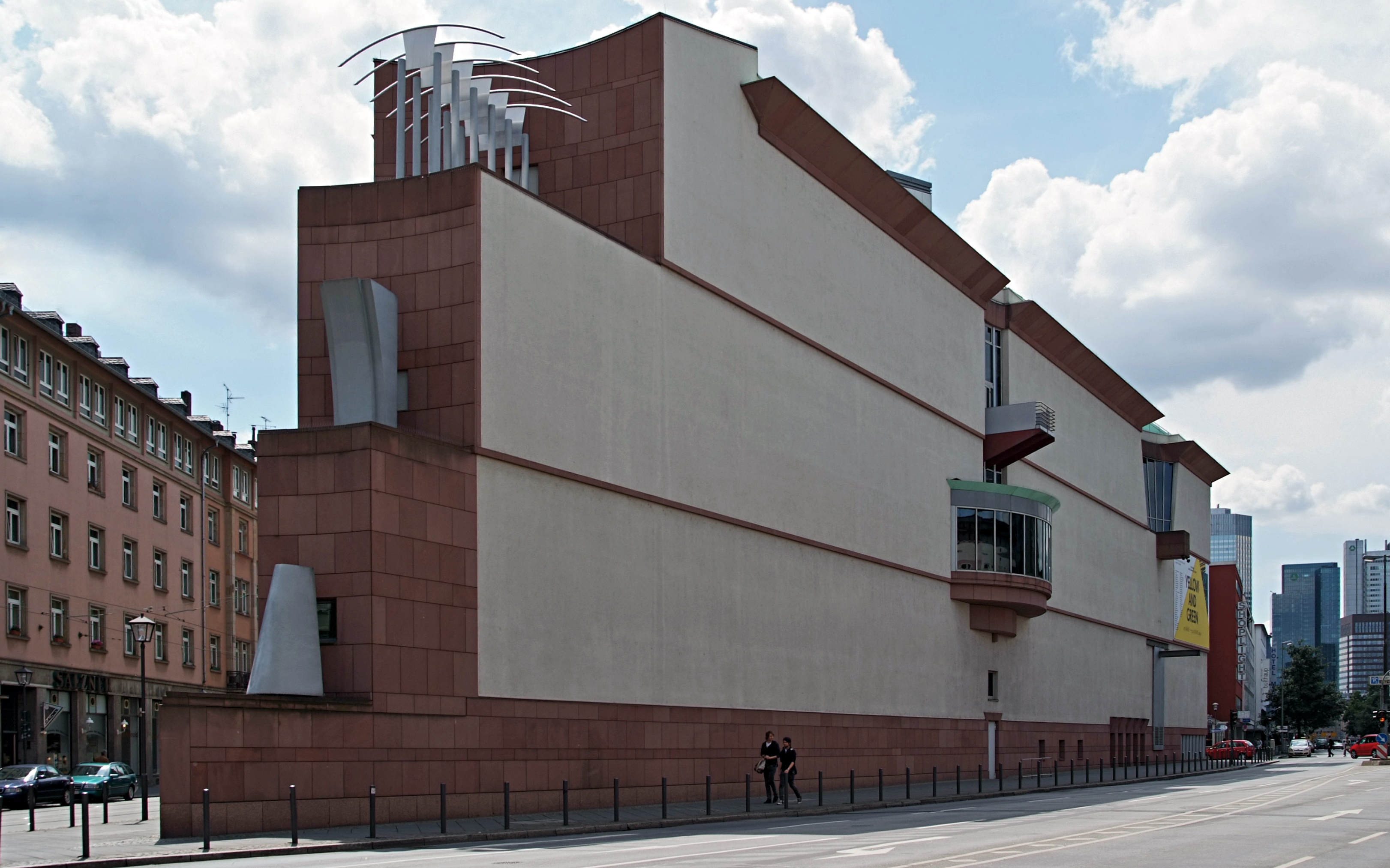
Nordfassade des Museums (2009)

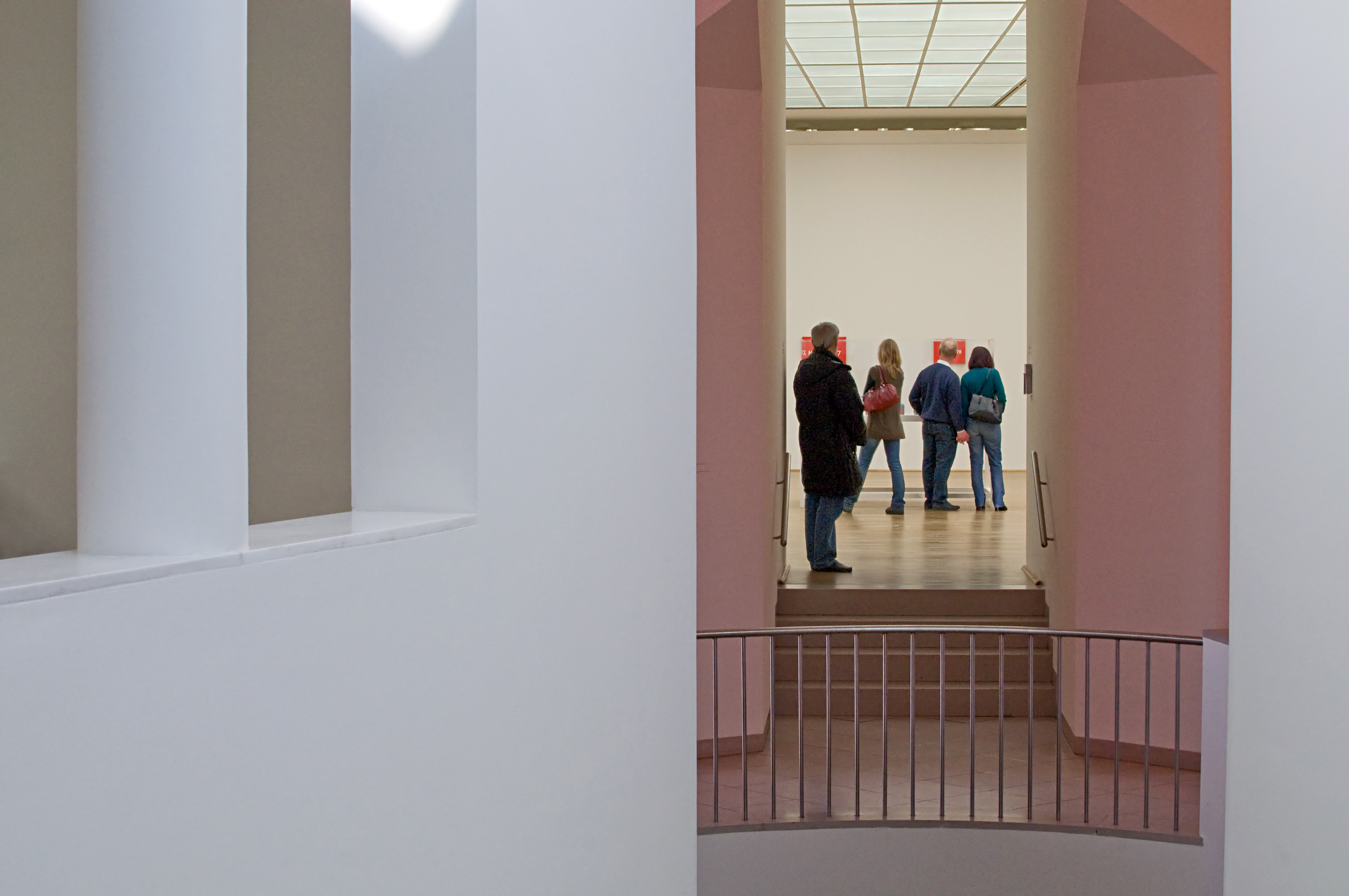
Im Museum (2010)

Das Museum für Moderne Kunst (eigene Bezeichnung und Schreibweise: MUSEUM ᴹᴹᴷ FÜR MODERNE KUNST) in Frankfurt am Main wurde 1981 gegründet. Der Marburger Kunst- und Architekturtheoretiker Heinrich Klotz und der Theater- und Kunstkritiker Peter Iden gelten als die Initiatoren. Das Museumsgebäude wurde von dem Wiener Architekten Hans Hollein entworfen und 1991 eröffnet und wird seit 2018 von Susanne Pfeffer als Direktorin geleitet. Mit dem MUSEUMᴹᴹᴷ, dem TOWERᴹᴹᴷ und dem ZOLLAMTᴹᴹᴷ verfügt das Museum für Moderne Kunst über insgesamt drei Standorte.

## Architektur und Lage
Nach der Gründung des Museums für Moderne Kunst im Jahr 1981 fiel die Entscheidung im Jahr 1982 auf ein Grundstück im Stadtzentrum, welches ursprünglich für den Ausbau der städtischen Ämter vorgesehen war. Der Haupteingang des Museums befindet sich an der Ecke Domstraße Braubachstraße und schafft so eine Anbindung zur historischen Altstadt. Im Jahre 1983 folgte ein offener Realisierungswettbewerb; am 17. Mai 1983 gewann der Wiener Architekt Hans Hollein mit seinem Entwurf und wurde mit der Realisierung beauftragt. Baubeginn war 1987, das Richtfest wurde 1988 gefeiert. Peter Iden erarbeitete das Raumprogramm des Museums. Am Entwurf Holleins wurden kaum Änderungen vorgenommen. Einzig die vor der Eröffnung erworbene Installation Blitzschlag mit Lichtschein auf Hirsch von Joseph Beuys wurde in den Entwürfen Holleins berücksichtigt und hat zu einem eigens auf dieses Werk zugeschnittenen, sich über zwei Geschosse erstreckenden Raum geführt.
Hans Holleins Entwurf des Museum für Moderne Kunst beruht auf dem Ansatz, dass es in einem Museum keinen neutralen Raum geben könne, „sondern nur charakteristische Räume unterschiedlicher Größenordnung (und ihre Erschließung), mit denen das Kunstwerk eine Dialektik eingeht – in gegenseitiger Potenzierung“.
Das dreigeschossige Gebäude ist in seiner Höhe der Umgebung angepasst und zeichnet sich durch die „Dreiecksform“ und Fassadengestaltung aus. Es wird im Volksmund auch als „Tortenstück“ bezeichnet und wurde in diesem Motiv von Claes Oldenburg gestaltet.  Das Gebäude beherbergt drei Hauptebenen für Ausstellungen und einen Verwaltungsbereich im Zwischengeschoss, welcher über dem Eingangsbereich und der Cafeteria liegt. In diesem Bereich befinden sich auch die Bibliothek und das Archiv des MMK. Die gesamte Fläche des Museums ist unterkellert. Dort befinden sich Werkstätten, Depots und ein Vortragssaal.

## Geschichte
Im Zweiten Weltkrieg wurde bei den Luftangriffen auf Frankfurt am Main ein Großteil der Frankfurter Altstadt zerstört. Dieser Umstand führte zu einem kulturellen Defizit im Stadtbild. Durch Neubauprojekte begann Frankfurt in den 1970er Jahren den Kulturbereich der Stadt zu reformieren. Im Rahmen dieses Bauprogramms erwarb die Stadt Frankfurt Villen und Parkanlagen, um den Wiederaufbau des historischen Stadtzentrums sowie die Erweiterung des sogenannten Museumsufers einzuleiten, welches das südliche Mainufer bezeichnet. Die Entstehungsgeschichte des MMK war von Anfang an sehr eng in das Museumsufer-Konzept eingebunden.
Ursprünglich war die gemeinsame Unterbringung eines Museums für Architektur und eines Museums für zeitgenössische Kunst in einem Gebäude vorgesehen. Der Magistrat der Stadt Frankfurt nahm diesen Vorschlag auf und beschloss am 10. Mai 1979 die Errichtung dieser zwei Institutionen in einem Gebäude. Das Museum sollte architektonisch in zwei Bereiche aufgeteilt und unter einer gemeinsamen Leitung geführt werden. Der Vorschlag und die Durchführung wurden jedoch aufgrund der begrenzten räumlichen Möglichkeiten wieder verworfen. Ausschlaggebend war unter anderem auch die von den städtischen Körperschaften beschlossenen Kunstankäufe aus der ehemaligen Sammlung Ströher.
Die Idee, in Frankfurt ein Museum für die Moderne einzurichten, ging von Peter Iden aus, einem einflussreichen Theater- und Kunstkritiker bei der Frankfurter Rundschau und Gründungsdirektor des Museums bis 1978–1987. In dem damaligen Oberbürgermeister Walter Wallmann (CDU) und dem Kulturdezernenten Hilmar Hoffmann (SPD) fand Iden politische Fürsprecher für sein Projekt. 1989 wechselte der Schweizer Kunsthistoriker und Kurator Jean-Christophe Ammann von der Kunsthalle Basel nach Frankfurt am Main und eröffnete dort als Direktor am 6. Juni 1991 das neue Museum für Moderne Kunst (MMK) Frankfurt am Main. Mit einem neuen Ausstellungsmodell, dem Szenenwechsel, der mithilfe privater Sponsoren insgesamt 20 Mal stattfand (Szenenwechsel I, 1992 bis Szenenwechsel XX, 2001-2), gewann das neue Museum internationales Renommee. Bei den Szenenwechsel Ausstellungen wurde der Bestand des Museums halbjährlich umgeordnet und dabei mit Neuzugängen, Leihgaben und Sonderausstellungen angereichert.
Von 2002 bis 2008 war Udo Kittelmann (seit November 2008 Direktor der Nationalgalerie Berlin) Leiter des Museums. Im Januar 2009 wurde Susanne Gaensheimer, die ehemalige Kuratorin für Gegenwartskunst in der Städtischen Galerie im Lenbachhaus in München, Direktorin des MMK. Zum 31. August 2017 verließ sie das Museum, um in Düsseldorf die Leitung der Kunstsammlung Nordrhein-Westfalen zu übernehmen.  Der stellvertretende Leiter Peter Gorschlüter wurde kommissarischer Direktor. Ab Januar 2018 ist Susanne Pfeffer, die zuletzt das Museum Fridericianum (Kassel) leitete, Direktorin des MMK.

## Sammlung
Heute beherbergt das MMK mehr als 5000 Kunstwerke von circa 600 Künstlern, von den 1960er Jahren bis in die jüngste Gegenwart hinein. Diese Werke und Werkgruppen stellen einen repräsentativen Querschnitt aller Gattungen der modernen und zeitgenössischen Kunst aus Malerei, Skulptur, Video, Fotografie, Licht- und Klanginstallationen sowie Werke der Performance der nationalen und internationalen Kunstszene dar. Der Grundstock wurde durch den Ankauf wichtiger Werke aus der Sammlung des Darmstädter Industriellen Karl Ströher gelegt. Die Stadt Frankfurt erwarb 1980/81 aus der Sammlung des 1977 verstorbenen Karl Ströher 87 Werke. Hauptsächlich waren es Werke und Werkgruppen der Kunst der 1960er von Künstlern der Pop Art wie  etwa Robert Rauschenberg, Jasper Johns, Andy Warhol, Roy Lichtenstein (We Rose Up Slowly), Claes Oldenburg, James Rosenquist, George Segal und Tom Wesselmann, Werke von Künstlern der Minimal Art wie Carl Andre, Dan Flavin, Donald Judd, Walter De Maria, Robert Morris, Frank Stella und Arbeiten von anderen Künstlern wie John Chamberlain oder Cy Twombly, sowie weitere wichtige Werke von europäischen Künstlern wie Blinky Palermo, Reiner Ruthenbeck, Gerhard Richter, Francis Bacon und anderen. Zu den von Karl Ströher erworbenen Arbeiten zählen unter anderem Francis Bacons „Nude“ (1960), Yves Kleins „Monochrome Bleu IKB 88“ (1959), Robert Morris’ „Fountain“ (1963), Gerhard Richters „Fußgänger“ (1963) und „Alpen“ (1968) sowie Andy Warhols „One Hundred Campbell’s Soup Cans“ (1962). Gründungsdirektor Peter Iden erweiterte zudem zwischen 1981 und 1987 den Bestand auf 135 Werke und verlagerte damit den Schwerpunkt der Sammlung auf die 1970er und 80er Jahre. Seit 1989 gehörte Gerhard Richters RAF-Zyklus 18. Oktober 1977 als Leihgabe zu den Hauptwerken des Museums. Der Zyklus wurde 2005 vom Museum of Modern Art in New York City angekauft. 2006 erwarb das Museum für Moderne Kunst zusammen mit dem Kunstmuseum Liechtenstein und dem Kunstmuseum St. Gallen die Sammlung des Kölner Galeristen Rolf Ricke, unter anderem mit Werken von Richard Artschwager, Bill Bollinger, Donald Judd, Gary Kuehn und Steven Parrino.

## Ausstellungen
- 1985: Bilder für Frankfurt; Das Museum für Moderne Kunst im Deutschen Architekturmuseum Frankfurt, Bestandskatalog
- 1987: Dalla Pop Art Americana alla nuova figurazione. Opere del Museo d‘arte moderna di Francoforte, Padiglione d‘arte contemporanea, Milano
- 1991: Eröffnungsausstellung Museum für Moderne Kunst Frankfurt, 6. Juni 1991
- 1991: Carl Andre: Extraneous Roots
- 1992–2002: Szenenwechsel I - Szenenwechsel XX
- 1994: Das Museum für Moderne Kunst und die Sammlung Ströher
- 1997: Views from Abroad: European Perspectives on American Art
- 1997: Thomas Bayrle: TassenTassen 1967–1997
- 1997: Alex Katz: Smiles
- 1998: Alighiero Boetti: Die Welt zur Welt bringen / Mettere al Mondo il Mondo
- 1999: Bill Viola: A 25 Year Survey Exhibition - Werke aus 25 Jahren
- 1999: Dan Flavin: Two Primary Series and one Secondary, Projektraum MMK im Alten Hauptzollamt
- 2000: Eric Fischl: Works from the 1980s & Travel of Romance
- 2000: Screenings 01 - 10: Filme, Videos und Videoinstallationen, Projektraum MMK im Alten Hauptzollamt
- 2000–2001: Lucian Freud: Naked Portraits
- 2001: Jeff Wall: Figures and Places
- 2002: Hans Peter Feldmann: Kinderzimmer
- 2002: Das Museum, die Sammlung, der Direktor und seine Liebschaften
- 2002: Martin Boyce: Dornbracht Installation Projects
- 2003: Das lebendige Museum
- 2003: Rosemarie Trockel: Das Kinderzimmer
- 2004: Teresa Margolles: Muerte sin fin
- 2004: Elaine Sturtevant: The Brutal Truth
- 2005: Whats New, Pussycat?
- 2005: Spinnwebzeit: Die ebay-Vernetzung
- 2006: Barbara Klemm: 14 Tage China im Jahre 1985
- 2006: Thomas Bayrle: 40 Years Chinese Rock’n’Roll
- 2006: Thomas Demand: Klause
- 2006: Humanism in China. Ein fotografisches Porträt
- 2006: Serge Spitzer und Ai Weiwei: Territorial
- 2006: Andreas Slominski: Roter Sand und ein gefundenes Glück
- 2007: Maurizio Cattelan
- 2007: Das Kapital. Blue Chips & Masterpieces
- 2007: Verwendungsnachweis. Stipendiaten der Jürgen Ponto-Stiftung 2003–2006
- 2007: Taryn Simon: An American Index of the Hidden and Unfamiliar
- 2007: Frank Moritz: Menschenbild II
- 2008: Hans Josephsohn: Bildhauer
- 2008: Miroslav Tichý: Fotograf
- 2008: Bernard Buffet: Maler
- 2008: © Takashi Murakami
- 2009: Bogomir Ecker, Mark Wallinger und ein Unbekannter Meister: Angel Dust
- 2009: Yellow and Green. Positionen aus der Sammlung des MMK
- 2009: Double Reiner Ruthenbeck: Umgekippte Möbel, 1971
- 2009: Sarah Morris: Gemini Dressage
- 2009: Gerhard Richter: 2 Seestücke, 1975
- 2009: Jack Goldstein
- 2009: Double Sol LeWitt: Wall Drawing #261, 1975
- 2009: Peter Roehr: Werke aus Frankfurter Sammlungen
- 2009: Double Isa Genzken: 3 Vollellipsoide Skulpturen, 1978
- 2010: Radical Conceptual. Positionen aus der Sammlung des MMK
- 2010: Funktionen der Zeichnung. Konzeptuelle Kunst auf Papier aus der Sammlung des MMK
- 2010: Double Wolfgang Laib: Blütenstaub von Haselnuß
- 2010: Florian Hecker: Event, Stream, Objekt
- 2010: Double Andreas Slominski: Fallen – Hochsprunganlage – Berg Sportgeräte, 1988
- 2010: Double Anri Sala: „Title Suspended“, 2008
- 2010: Not in Fashion. Mode und Fotografie der 90er Jahre
- 2010: The Lucid Evidence. Fotografie aus der Sammlung des MMK
- 2011: New Frankfurt Internationals: Stories and Stages
- 2011: Félix González-Torres: Specific Objects without Specific Form
- 2011: MMK 1991–2011. 20 Jahre Gegenwart im MMK, MMK Zollamt und MainTor-Areal
- 2011: Douglas Gordon
- 2012: Andy Warhol: Headlines
- 2012: MAKING HISTORY. Im Rahmen von RAY – Fotografieprojekte Frankfurt Rhein/Main
- 2012: Fotografie Total. Werke aus der Sammlung des MMK
- 2012: Thomas Scheibitz: One-Time Pad
- 2012: Alex Monteith: Exercise Blackbird
- 2013: Carsten Nicolai: Unidisplay. Uni(psycho)acoustic
- 2013: Rineke Dijkstra: The Krazy House
- 2013: Danica Dakić: Safe Frame
- 2013: Franz West: Wo ist mein Achter?
- 2013–2014: Hélio Oiticica: Das große Labyrinth
- 2014: Die Göttliche Komödie: Himmel, Hölle, Fegefeuer aus Sicht afrikanischer Gegenwartskünstler
- 2014–2015: Subodh Gupta: Everything is Inside
- 2014–2015: Sturtevant. Drawing Double Reversal
- 2015: Gerald Domenig: Ausstellungsvorbereitung
- 2015: Isa Genzken: New Works
- 2015: Imagine Reality. RAY 2015 Fotografieprojekte Frankfurt RheinMain
- 2015: William Forsythe: The Fact of Matter
- 2016: Kader Attia: Sacrifice and Harmony
- 2016–2017: Mathieu Kleyebe Abonnenc: Mefloquine Dreams
- 2016–2017: Fiona Tan: Geografie der Zeit
- 2016–2017: 25 Jahre MMK Museum für Moderne Kunst – Neue Sammlungspräsentation
- 2017: Ed Atkins: Corpsing
- 2017: Claudia Andujar: Morgen darf nicht gestern sein
- 2017: Carolee Schneemann: Kinetische Malerei
- 2017–2018: A Tale of Two Worlds. Experimentelle Kunst Lateinamerikas der 1940er- bis 80er-Jahre im Dialog mit der Sammlung des MMK
- 2018–2019: Cady Noland
- 2019–2020: Museum
- 2020: Frank Walter: Eine Retrospektive
- 2021–2022: Crip Time
- 2022: Marcel Duchamp
- 2022–23: Rosemarie Trockel
- 2024: There is no there there

## TOWERᴹᴹᴷ

### Beschreibung

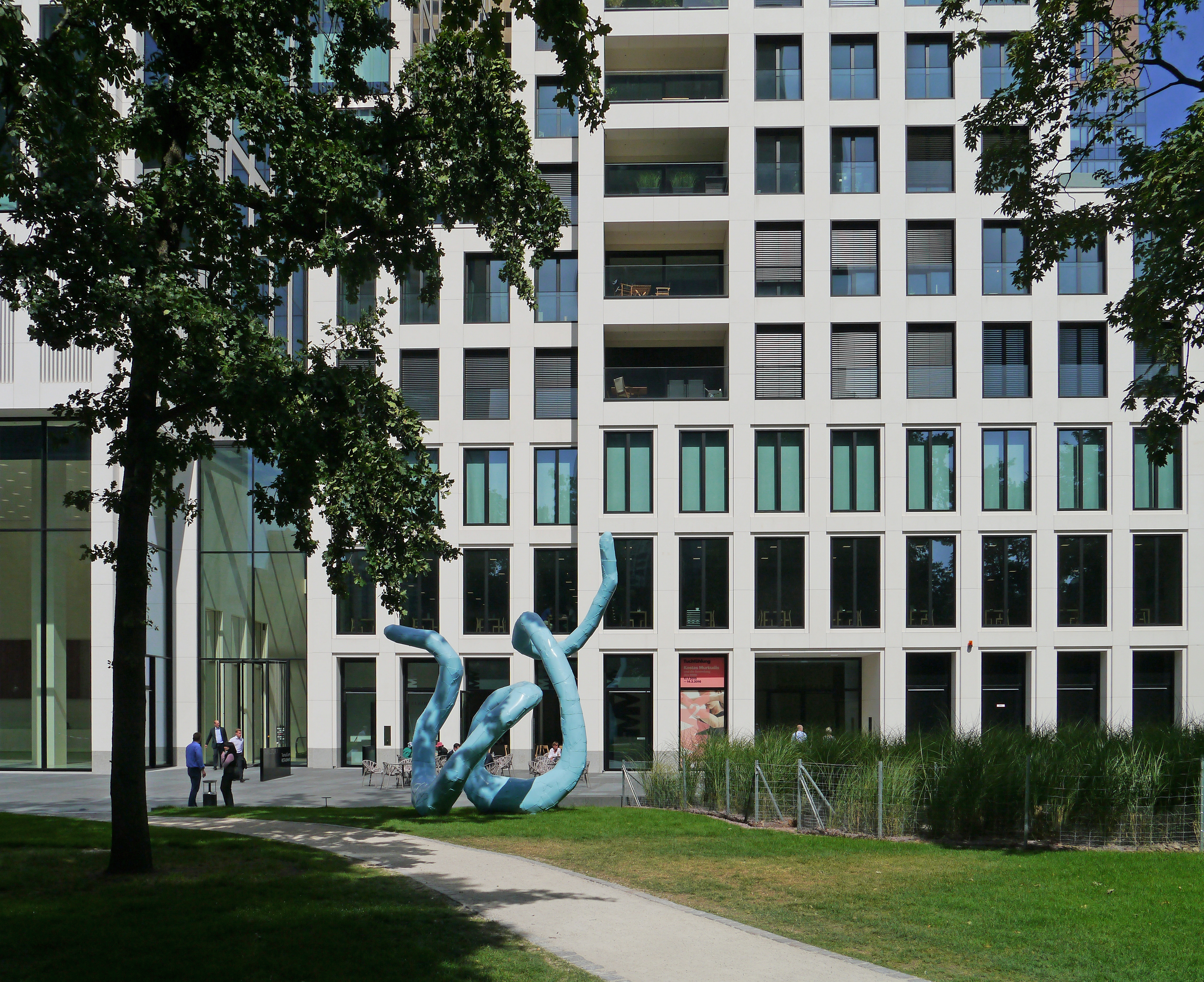
TOWERᴹᴹᴷ, Eingang an der Gallusanlage (2015)

Dem MMK steht seit 19. Oktober 2014 ein weiterer externer Ausstellungsraum im 2. Stock des Taunusturm an der Gallusanlage zur Verfügung. Die Kosten für die etwa 2000 m² große Museumsfläche sowie die Betriebskosten für 15 Jahre werden privat finanziert. Dort werden zweimal pro Jahr wechselnde Ausstellungen aus den Beständen des Museums stattfinden.

### Ausstellungen seit 2014
- 2014–2015: Boom She Boom. Werke aus der Sammlung des MMK
- 2015–2016: Tuchfühlung. Kostas Murkudis und die Sammlung des MMK
- 2016: Das imaginäre Museum. Werke aus dem Centre Pompidou, der Tate und dem MMK
- 2016–2017: Willem de Rooij: Entitled.
- 2017: Primary Structures. Meisterwerke der Minimal Art
- 2017–2018: I AM A PROBLEM. Inszeniert von Ersan Mondtag
- 2018: Image Profile. Aspekte des Dokumentarischen in der fotografischen Sammlung des MMK
- 2018–2019: Weil ich nun mal hier lebe
- 2021: Cyprien Gaillard: Frankfurter Schacht
- 2022: Retrospektive Stéphane Mandelbaum
- 2023: Cameron Rowland
- 2023/2024: Elizabeth Catlett
- 2024: Gustav Metzger
- 2025: Undermining the immediacy

## ZOLLAMTᴹᴹᴷ

### Beschreibung

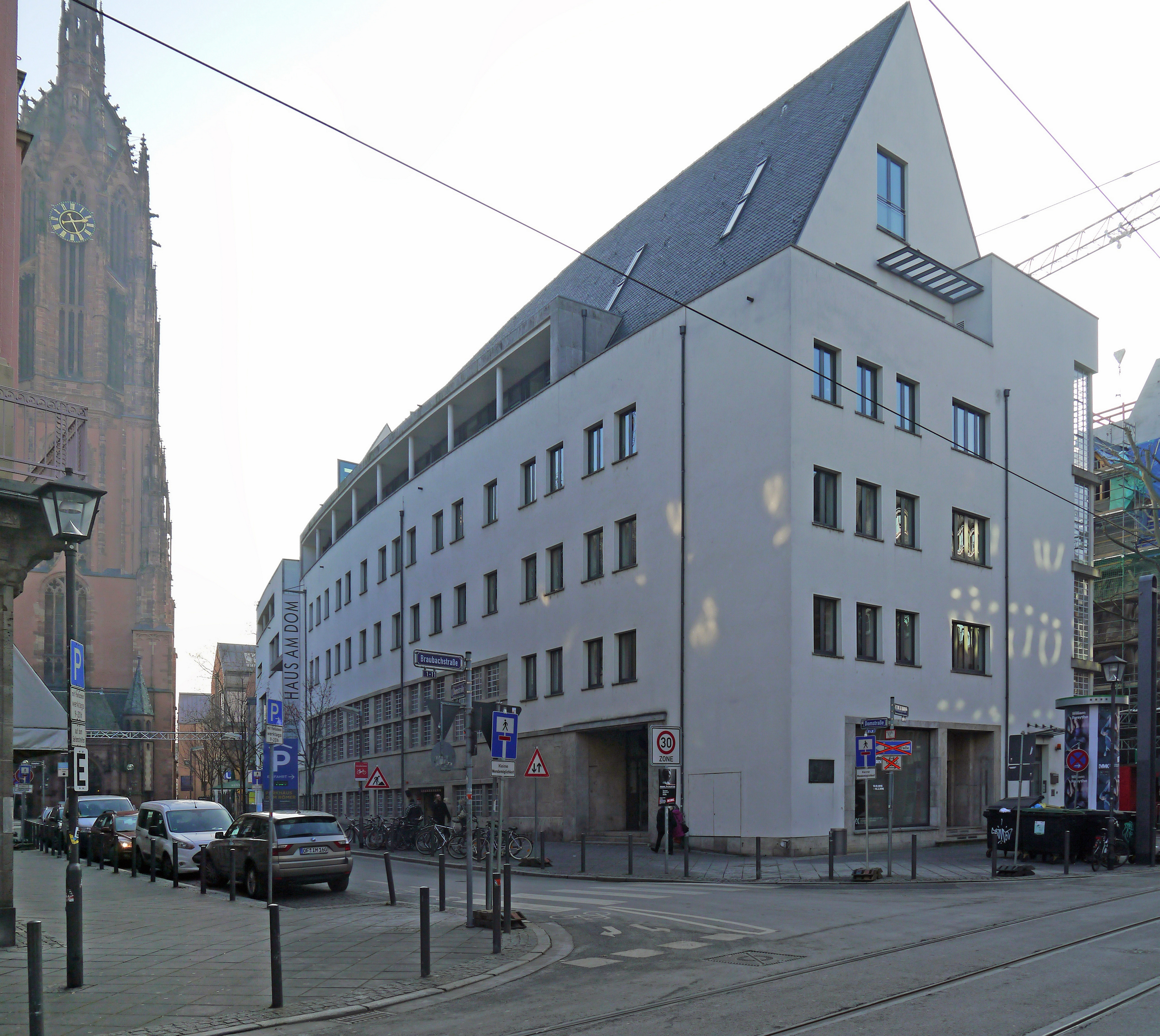
Das ZOLLAMTᴹᴹᴷ, diagonal gegenüber im Haus am Dom (2016)

Das ZOLLAMTᴹᴹᴷ ist ein externer Ausstellungsraum des MMK im ehemaligen Hauptzollamt der Stadt Frankfurt am Main und befindet sich direkt diagonal gegenüber dem Haupteingang des MMK 1. Hier werden seit 2007, nach einer grundlegenden Sanierung des Gebäudes, regelmäßig jüngere oder „unbekanntere“ künstlerische Positionen präsentiert.
Das Ausstellungsprogramm wird wesentlich von der Jürgen Ponto-Stiftung unterstützt. Die Stipendiaten der Jürgen Ponto-Stiftung, die jährlich zwei Arbeitsstipendien an junge Künstler vergibt, erhalten in Kooperation mit dem MMK die Möglichkeit, im ZOLLAMTᴹᴹᴷ ihr Werk einem breiten Publikum im Rahmen einer Ausstellung vorzustellen.

### Ausstellungen seit 2008
- 2008: Melvin Moti: When No Means On
- 2009: Barbara Klemm: Straßen Bilder
- 2009: Dolores Zinny/Juan Maidagan: Das Abteil/Compartment
- 2010: Heide Nord/Falke Pisano
- 2010: Geschmacksverstärker. Absolventenausstellung der Städelschule
- 2010: Cyprien Gaillard
- 2011: „___“ Vorübergehend unsichtbar
- 2011: Absolventenausstellung Städelschule
- 2011: Tobias Zielony
- 2012: Saâdane Afif: Anthologie de l'humour noir
- 2012: Mauricio Guillén: Avenida Progreso
- 2012: Zauderberg. Absolventen der Städelschule 2012
- 2012: Pssst – eine Ausstellung für Kinder (Labor Frankfurt/Anorak (UK))
- 2013: Andrea Büttner
- 2013: Jewyo Rhii: Walls to Talk to
- 2013: say my name, say my name: Städelabsolventen 2013
- 2014: ars viva 2013/14: Wahrheit/Wirklichkeit
- 2014: Pashmina. Absolventen der Städelschule 2014
- 2014/2015: Dayanita Singh: Go Away Closer
- 2015: Hassan Khan: „Flow my tears, the policeman said“
- 2015: Deutsche Börse Photography Prize 2015
- 2015: Parked Like Serious Oysters. Absolventen der Städelschule 2015
- 2016: Croissant. Absolventen der Städelschule 2016
- 2016: Laure Prouvost: all behind, we’ll go deeper, deep down and she will say:
- 2016/2017: Florian Hecker: Formulations
- 2017: Deutsche Börse Photography Foundation Prize 2017
- 2017: Kopf oder Zahl. Lisa Pahlke und Richard Leue
- 2018: Marianna Simnett
- 2019: Bunny Rogers: Pectus Excavatum
- 2020: Precious Okoyomon: Precious Okoyomon
- 2021: Ja'Tovia Gary: The Giverny Suite
- 2022: Mire Lee. Look, I’m a fountain of filth raving mad with love
- 2023: The critics company: One can only hope and wonder
- 2024/2025: Akosua Viktoria Adu-Sanyah: Corner dry lungs
- 2025: Amie Barough: Entre-sorts

## Filme
- MMK Museum für Moderne Kunst, Frankfurt am Main (= Museums-Check. Folge 39). Reportage, 30 Min., Moderation: Markus Brock, Produktion: 3sat. Erstausstrahlung: 3. Juli 2016.[26]